# Phil Spector (téléfilm)
Pour les articles homonymes, voir Phil Spector.
Pour plus de détails, voir Fiche technique et Distribution.
Phil Spector est un téléfilm américain écrit et réalisé par David Mamet, diffusé en 2013 sur HBO.

## Synopsis
Le célèbre producteur de musique Phil Spector est arrêté pour le meurtre de Lana Clarkson. Il est défendu par l'avocate Linda Kenney Baden, qui souffre d'une pneumonie…

## Fiche technique
Sauf indication contraire, les informations mentionnées dans cette section peuvent être confirmées par la base de données cinématographiques IMDb,  présente dans la section « Liens externes ».
- Titre original : Phil Spector
- Réalisation : David Mamet
- Scénario : David Mamet d'après sa pièce de théâtre
- Direction artistique : Patrizia von Brandenstein
- Décors : Fredda Slavin
- Photographie : Juan Ruiz Anchía
- Son : Michael Kirchberger
- Montage : Barbara Tulliver
- Musique : Marcelo Zarvos (en)
- Production : Michael Hausman
- Société de production : HBO Films
- Société de distribution :  HBO
- Genre : drame, biopic, policier
- Durée : 92 minutes
- Pays d'origine :  États-Unis
- Langue originale : anglais
- Format : Couleur - 1.78:1 - HDTV
- Dates de sortie :

 États-Unis : 24 mars 2013 sur HBO
 Allemagne : 14 juin 2013 (TV)
 Québec : 28 juillet 2013 à Super Écran
 France : 17 juillet 2017 sur OCS

## Distribution
- Al Pacino (VF : José Luccioni) : Phil Spector
- Helen Mirren (VF : Béatrice Delfe) : Linda Kenney Baden
- Jeffrey Tambor (VF : Jean-Jacques Moreau) : Bruce Cutler
- Chiwetel Ejiofor : le procureur Mock
- Rebecca Pidgeon : Dr Fallon
- Matt Malloy : Dr Spitz
- James Tolkan : le juge Larry Fidler
- Natalia Nogulich : Giovonetta Ricci
- Matthew Rauch : Mike
- Meghan Marx (VF : Christèle Billault) : Lana Clarkson
- Clara Mamet : Paint Girl

## Version française
- Direction artistique : Julien Kramer
- Adaptation des dialogues : Ludovic Manchette et Christian Niemiec

 Source et légende : version française (VF) sur RS Doublage

## Distinctions

### Récompense
- Women Film Critics Circle Awards 2013 : Meilleur film jamais sorti en salles fait par une femme ou à propos des femmes

### Nominations
- Satellite Awards 2013 :
  - Meilleure mini-série ou du meilleur téléfilm
  - Meilleur acteur dans une mini-série ou un téléfilm pour Al Pacino
  - Meilleure actrice dans une mini-série ou un téléfilm pour Helen Mirren